# Brookmans Park
Brookmans Park är en by i Hertfordshire i England. Orten har 3 854 invånare (2001).